# Synnøve Solbakken (roman)
Synnøve Solbakken is een roman van de Noorse  schrijver Bjørnstjerne Bjørnson. Björnsson schreef het boek in 1857.

## Inhoud
Het verhaal gaat over de liefde tussen Synnøve uit Solbakken nabij Stavanger, Noorwegen en Torbjørn uit Granliden in Västerbottens län, Zweden. De moeder van Synnøve vindt dat helemaal niet goed en ziet haar dochter liever trouwen met Knut Nordhaug. Bij een gevecht tussen Torbjørn en Knut raakt de eerste door een messteek zo gewond dat hij verlamd raakt. Deze verlamming raakt Torbjørn kwijt als hij de wagen (in de laatste twee films is dit een auto geworden) van zijn vader over de kop ziet gaan. Er vindt een hereniging plaats tussen Synnøve en Torbjørn en ze leefden nog lang en gelukkig. 
Het boek was populair in Noorwegen en Zweden, er werden minstens drie films over gemaakt: in 1919, 1934 en 1957 verschenen er films. De film uit 1934 kreeg muziek mee van Hugo Alfvén. Aangezien er geen equivalente benamingen zijn voor de naam Synnøve in andere talen, behalve Synnöve in het Zweeds, werden de films in de rest van de wereld aangeduid met "Een/Het meisje uit Solbakken". 